# Angus Nunatak
Angus Nunatak är en nunatak i Antarktis. Den ligger i Västantarktis. Inget land gör anspråk på området. Toppen på Angus Nunatak är 1 602 meter över havet.
Terrängen runt Angus Nunatak är kuperad söderut, men norrut är den platt. Trakten är obefolkad. Det finns inga samhällen i närheten. 